# Ethyl
Ethyl (gammelt dansk: ætyl) er radikalet eller molekyldelen -CH2CH3 hvor C er carbon, og H er hydrogen. Den forkortes undertiden Et. Se også alkyn.
| Kemi | Spire Denne artikel om kemi er en spire som bør udbygges. Du er velkommen til at hjælpe Wikipedia ved at udvide den. |